# Sinogastromyzon
Sinogastromyzon és un gènere de peixos de la família dels balitòrids i de l'ordre dels cipriniformes.

## Taxonomia
- Sinogastromyzon chapaensis (Mai, 1978)[2]
- Sinogastromyzon hsiashiensis (Fang, 1931)
- Sinogastromyzon minutus (Mai, 1978)[2]
- Sinogastromyzon nanpanjiangensis (Li, 1987)[3]
- Sinogastromyzon nantaiensis (Chen, Han & Fang, 2002)[4]
- Sinogastromyzon puliensis (Liang, 1974)[5]
- Sinogastromyzon rugocauda (Mai, 1978)[2]
- Sinogastromyzon sichangensis (Chang, 1944)[6]
- Sinogastromyzon szechuanensis (Fang, 1930)[7]
- Sinogastromyzon tonkinensis (Pellegrin & Chevey, 1935)[8]
- Sinogastromyzon wui (Fang, 1930)[9][10][11][12][13][14][15][16]